# P. Ramlee

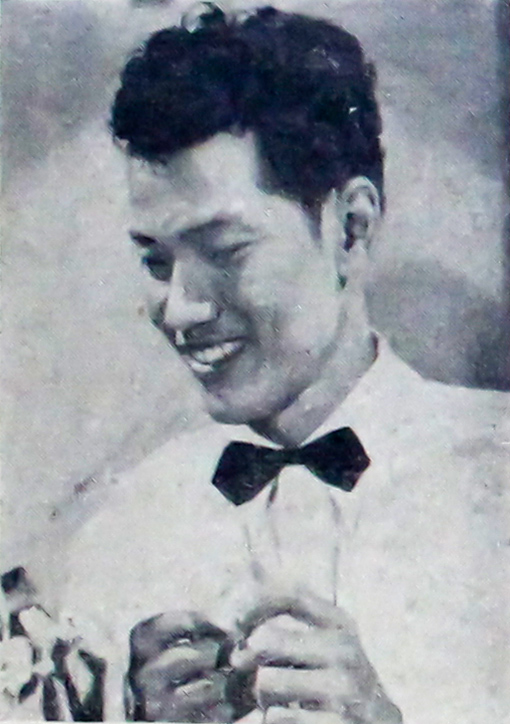
P. Ramlee

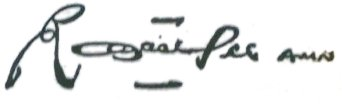

P. Ramlee (* 22. März 1929 in Penang; † 29. Mai 1973 in Kuala Lumpur) war ein berühmter malaysischer Schauspieler, Regisseur, Sänger und Komponist, der in den 1950er und 1960er Jahren bekannt wurde.

## Leben

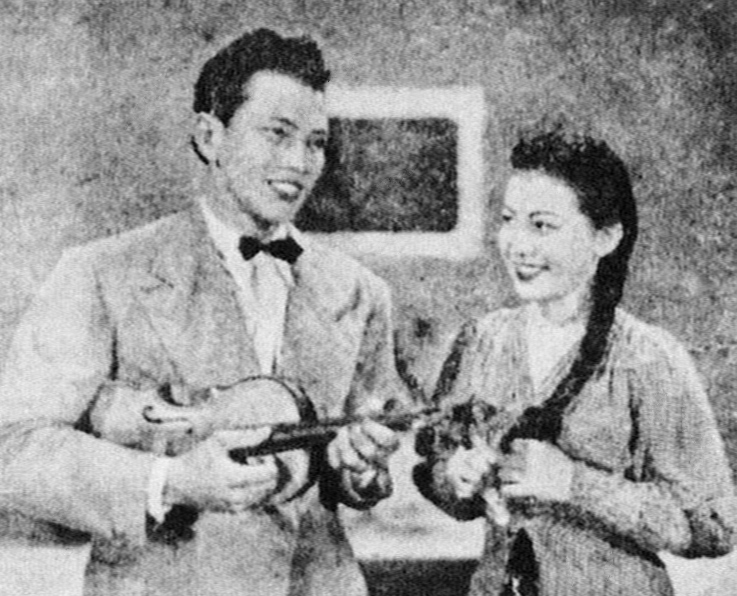
P. Ramlee und Kasma Booty, 1950

Er spielte insgesamt in 66 Film- und Fernsehproduktionen mit, von denen er 35 selbst inszenierte. Darüber hinaus interpretierte er 359 Lieder und komponierte 42 davon. Zu den bekannten Filmen mit P. Ramlee als Schauspieler gehören "Chinta" (1948), "Abu Hassan Penchuri" (1955), "Anak-ku Sazali" (1956), "Antara Dua Darjat" (1960), "Ibu Mertua-ku" (1962) und "Masam-Masam Manis" (1965). Als Regisseur gehörten zu seinen Werken Filme wie "Penarek Becha" (1955), "Pancha Delima" (1957), die "Bujang Lapok"-Reihe (1957–1961), "Madu Tiga" (1964), "Tiga Abdul" (1964) und "Jangan Tinggal Daku" (1971). Sein letzter Leinwandauftritt war in "Laksamana Do Re Mi" (1972). Später in seiner Karriere trat Ramlee in Dramen wie "Intan" (1970) und "Rantau Selamat" (1972) auf. Als Sänger waren einige seiner bekannten Lieder "Azizah", "Getaran Jiwa", "Aci Aci Buka Pintu", "Di Mana Kan Ku Cari Ganti", "Jeritan Batinku" und "Air Mata di Kuala Lumpur", das sein letztes aufgenommenes Lied vor seinem Tod war.

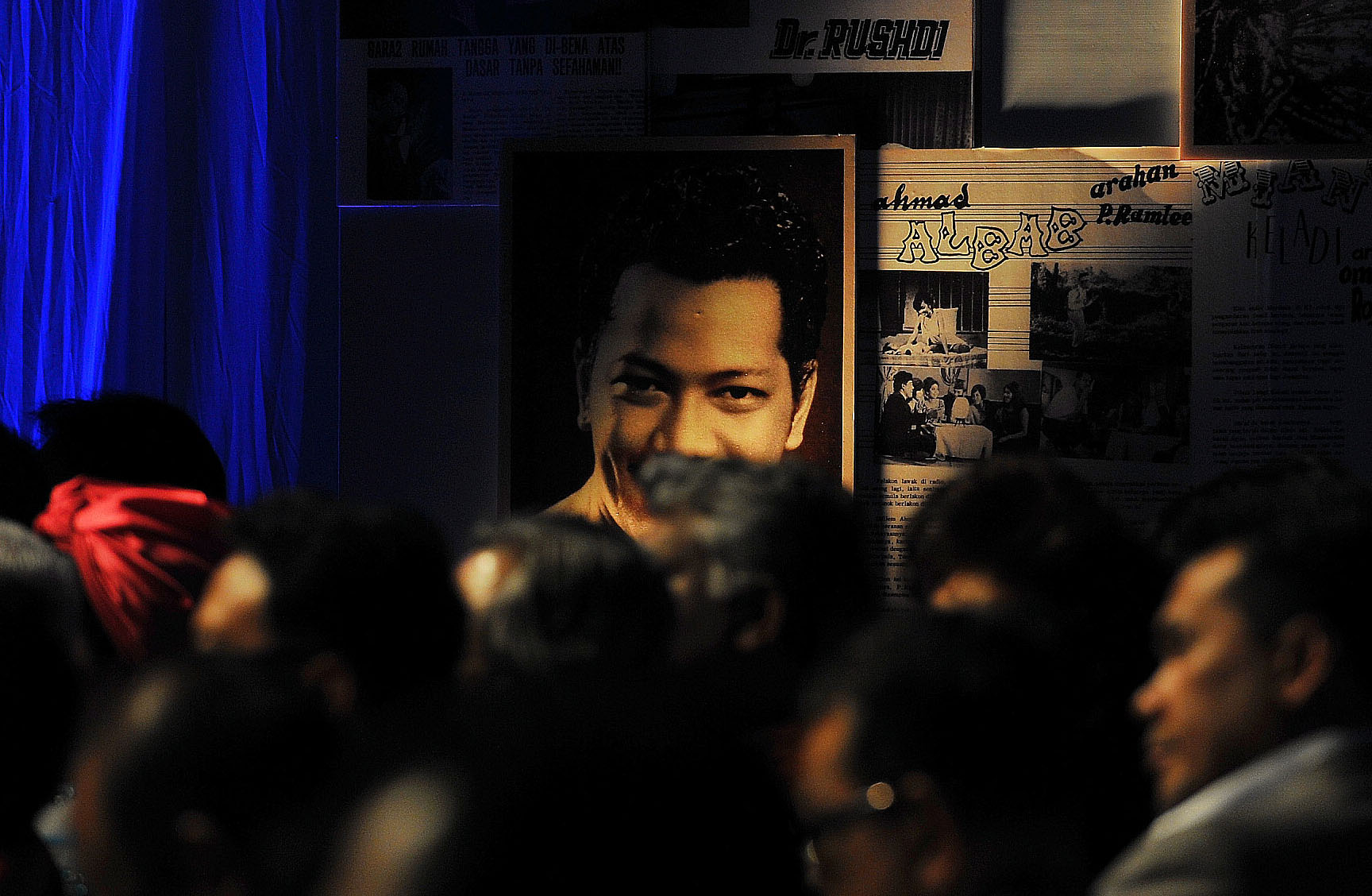
Porträt von P. Ramlee

P. Ramlee war dreimal verheiratet und hatte 10 Kinder, von denen 2 leibliche Kinder waren. Er starb am 29. Mai 1973 an einem Herzinfarkt. Er erhielt während seiner Karriere zahlreiche Auszeichnungen und Anerkennungen, darunter mehrere Auszeichnungen von verschiedenen Preisverleihungsgremien. Dazu gehörten internationale Anerkennungen wie der Preis als Bester Schauspieler beim 4. Asia-Pacific Film Festival in Tokio und die Auszeichnung als Vielseitigstes Talent beim 10. Asia-Pacific Film Festival in Tokio.

## Gedenken

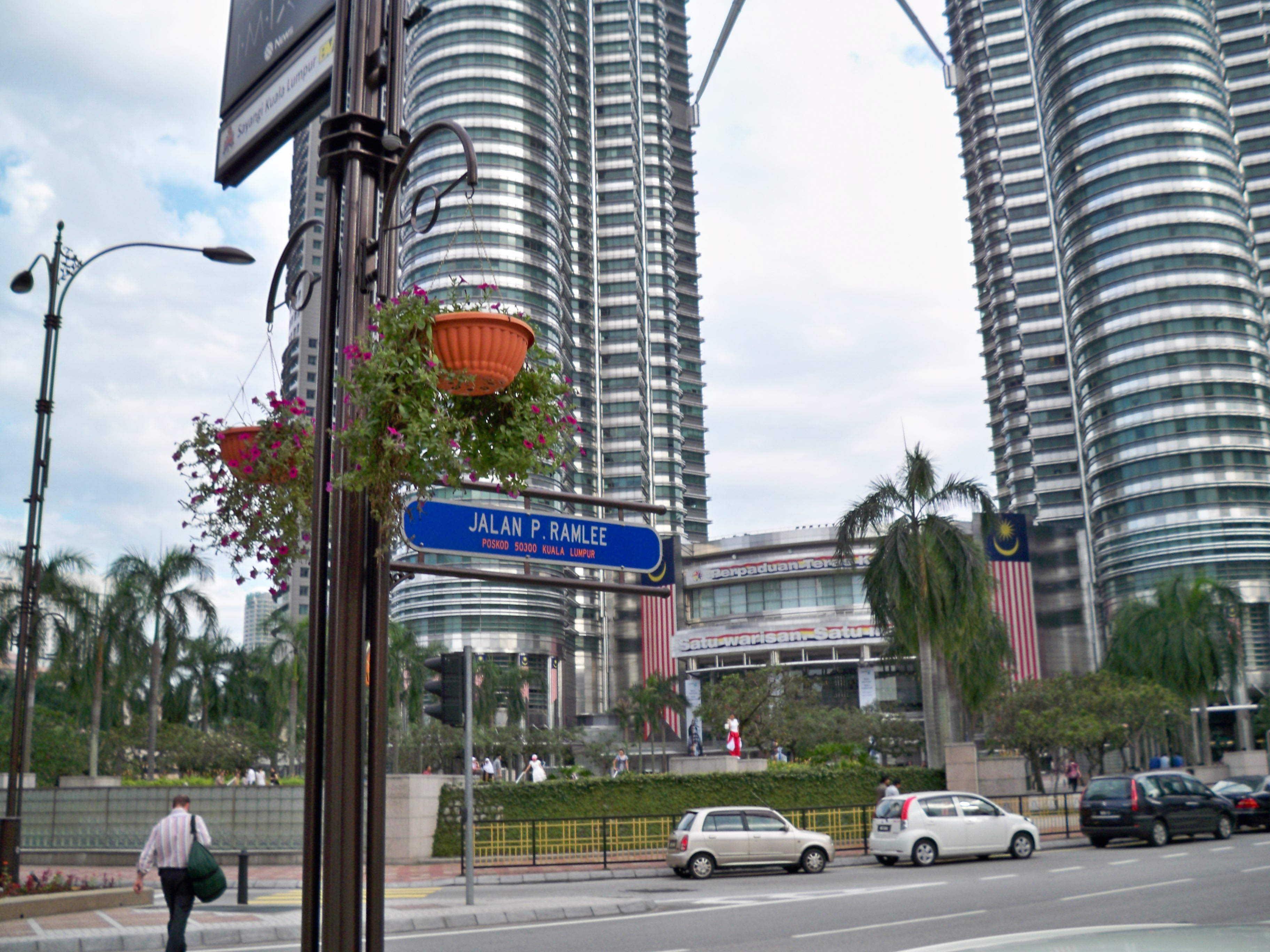
P. Ramlee-Straße

In Malaysia sind zum Gedenken an seinen Beitrag einige Straßen, Gebäude usw. nach ihm benannt. Der malaysische Premierminister Mahathir bin Mohamad lobte P. Ramlee als wahren Volkskünstler. Die ehemaligen Wohnsitze von P. Ramlee in Kuala Lumpur und Penang wurden von den Behörden in Gedenkstätten für Besucher umgewandelt. Darüber hinaus wurden einige seiner Werke 2019 von der Regierung zum malaysischen Nationalerbe erklärt. Aufgrund seiner herausragenden Leistungen gilt P. Ramlee bis heute als herausragender Vertreter der malaysischen Film- und Musikindustrie.
Am 22. März 2017; Zu seinem 88. Geburtstag ehrte Google P. Ramlee mit einem Doodle auf der malaysischen Google-Homepage.